# یخچال‌شناسی
یخچال‌شناسی (به انگلیسی: Glaciology)، دانش مطالعه یخچال‌های طبیعی در نواحی قطبی و کوهسارها یا به‌صورت کلی‌تر، مطالعه همه نمودهای یخ و پدیده‌های حاصل از آن در سطح زمین است و در آن، ویژگی‌های گوناگون آب در حالت جامد (برف و یخ) بررسی می‌شود.
یخچال‌شناسی شاخه‌ای از علوم زمین و ترکیبی از دانش‌های ژئوفیزیک، زمین‌شناسی، جغرافیای طبیعی، ژئومورفولوژی، اقلیم‌شناسی، هواشناسی، آب‌شناسی، زیست‌شناسی و بوم‌شناسی است. تأثیرات یخچال‌ها بر انسان نیز در حیطه جغرافیای انسانی و انسان‌شناسی است. یافتن یخ بر سطح ماه، مریخ و اروپا شاخه‌ای فرازمینی از این رشته را به‌وجود آورده‌است که یخچال‌شناسی نجومی نامیده می‌شود.